# Underwood, Iowa
Underwood är en ort i Pottawattamie County i delstaten Iowa, USA.